# Sepp Zöchling
Joseph (Sepp) Zöchling (* 20. Jänner 1914 in Traisen in Niederösterreich; † Dezember 1989) war ein österreichischer Maler.

## Leben
Sepp Zöchling studierte von 1934 bis 1942 an der Akademie der bildenden Künste Wien bei Ferdinand Andri, Wolfgang Drimmel und Carl Fahringer. Danach unterrichtete er als Gymnasialprofessor in St. Pölten. Er war Mitglied des St. Pöltner Künstlerbundes.
Zöchling beschäftigte sich mit Kunstgeschichte und erlangte 1964 den Abschluss Magister Artium. Ab 1964 arbeitete er in Graz, wo er bis 1979 an der Ortweinschule unterrichtete. Auch danach gab er weiterhin Malkurse in Graz. Zudem engagierte er sich mit den Güssinger Malerwochen für die Erwachsenenbildung. Er starb im Dezember 1989 im Alter von 75 Jahren.

## Werk

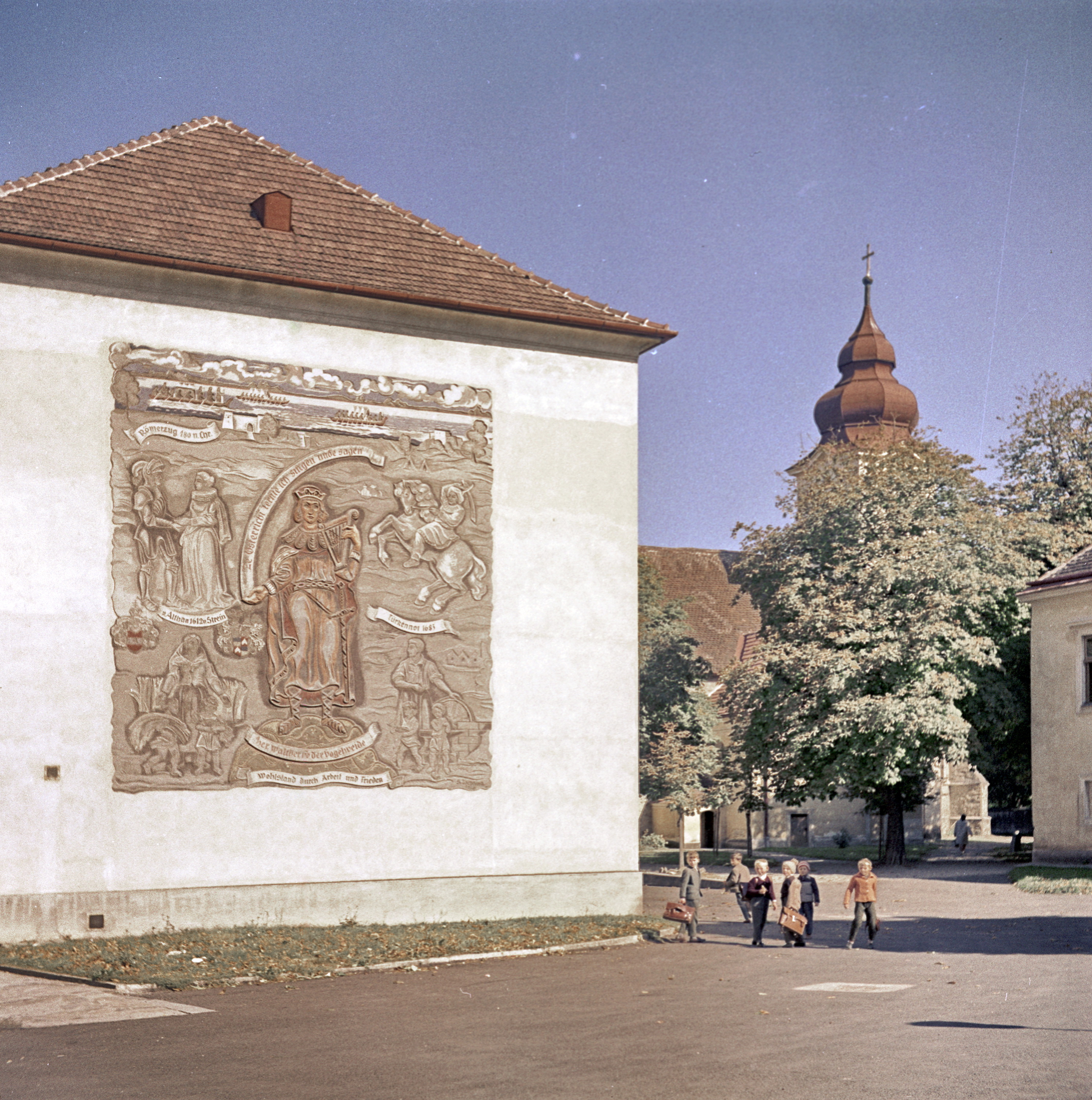
Putzrelief auf der Südwand des Turnsaales der Hauptschule Zwentendorf an der Donau, durch Abriss verkommen

Zöchling schuf hauptsächlich Sgraffiti und Fresken. Die Sgraffito-Technik entwickelte er so weiter, dass neuartige gobelinartige Effekte entstanden. Von seinen ca. 200 großen Werken an Kirchen und öffentlichen Gebäuden befinden sich die meisten in der Gegend St. Pölten. Zu seinen Hauptwerken zählen unter anderem die Deckenfresken und drei Altarbilder in der Pfarrkirche St. Pölten-St. Josef, das Kriegerdenkmal Pottenbrunn, das Sgraffito Nithart an der Hauptschule Heiligeneich, Glasfenster in der Pfarrkirche Neulengbach sowie Hochaltarbilder in Traisen, Jahrings und Els.
Zu Zöchlings Gesamtwerk gehören auch Ölbilder, Aquarelle und Grafiken, die vor allem in seiner Zeit in Graz entstanden und in verschiedenen Ausstellungen (Berlin, Barcelona, Brünn, Wien, Graz) gezeigt wurden. 1984 und 1989 fanden Einzelausstellungen im Niederösterreichischen Dokumentationszentrum für moderne Kunst in St. Pölten statt.

## Werke

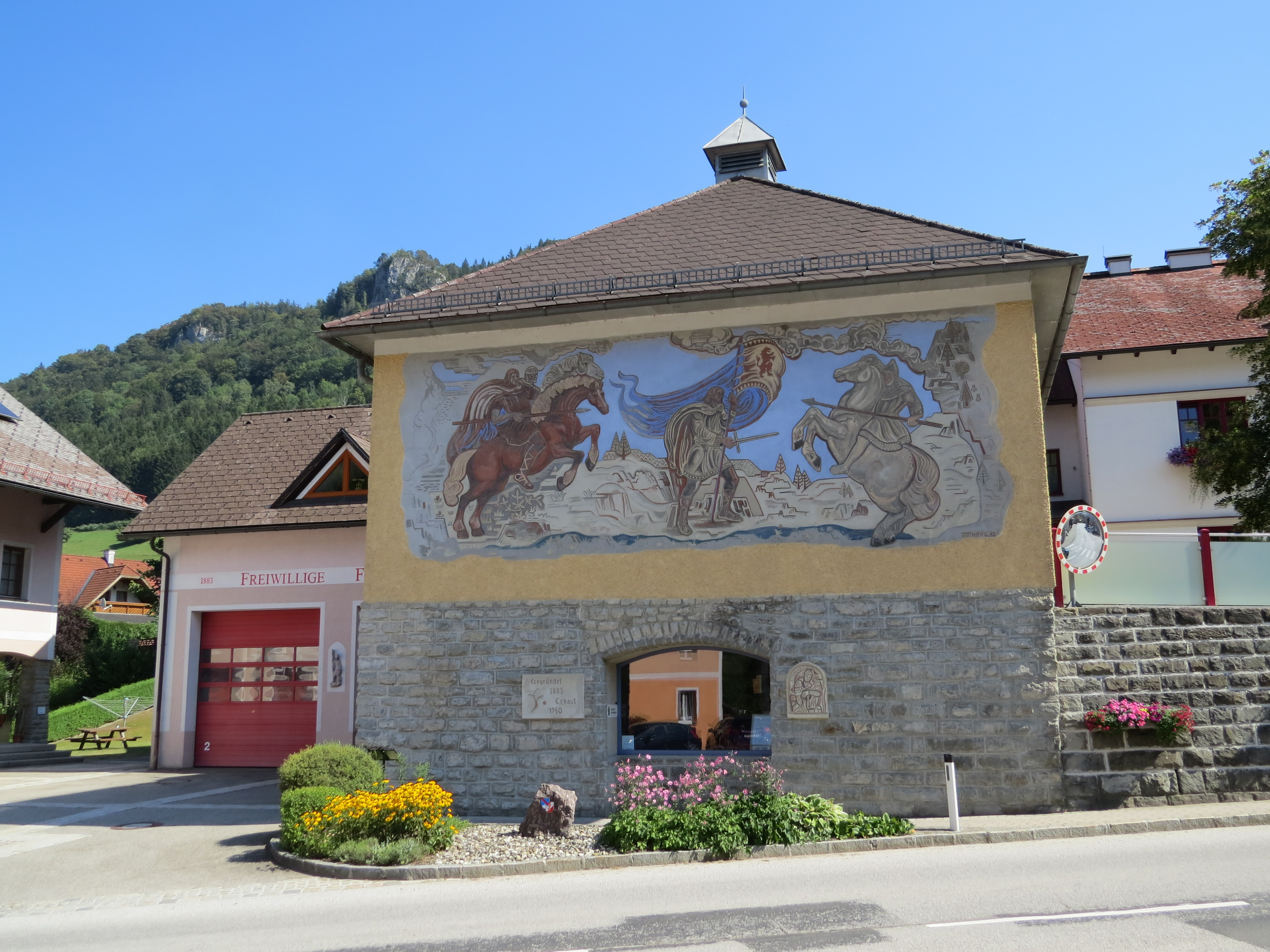
Sgraffito mit der Gründungssage von Frankenfels auf einem Gemeindebau (1948)

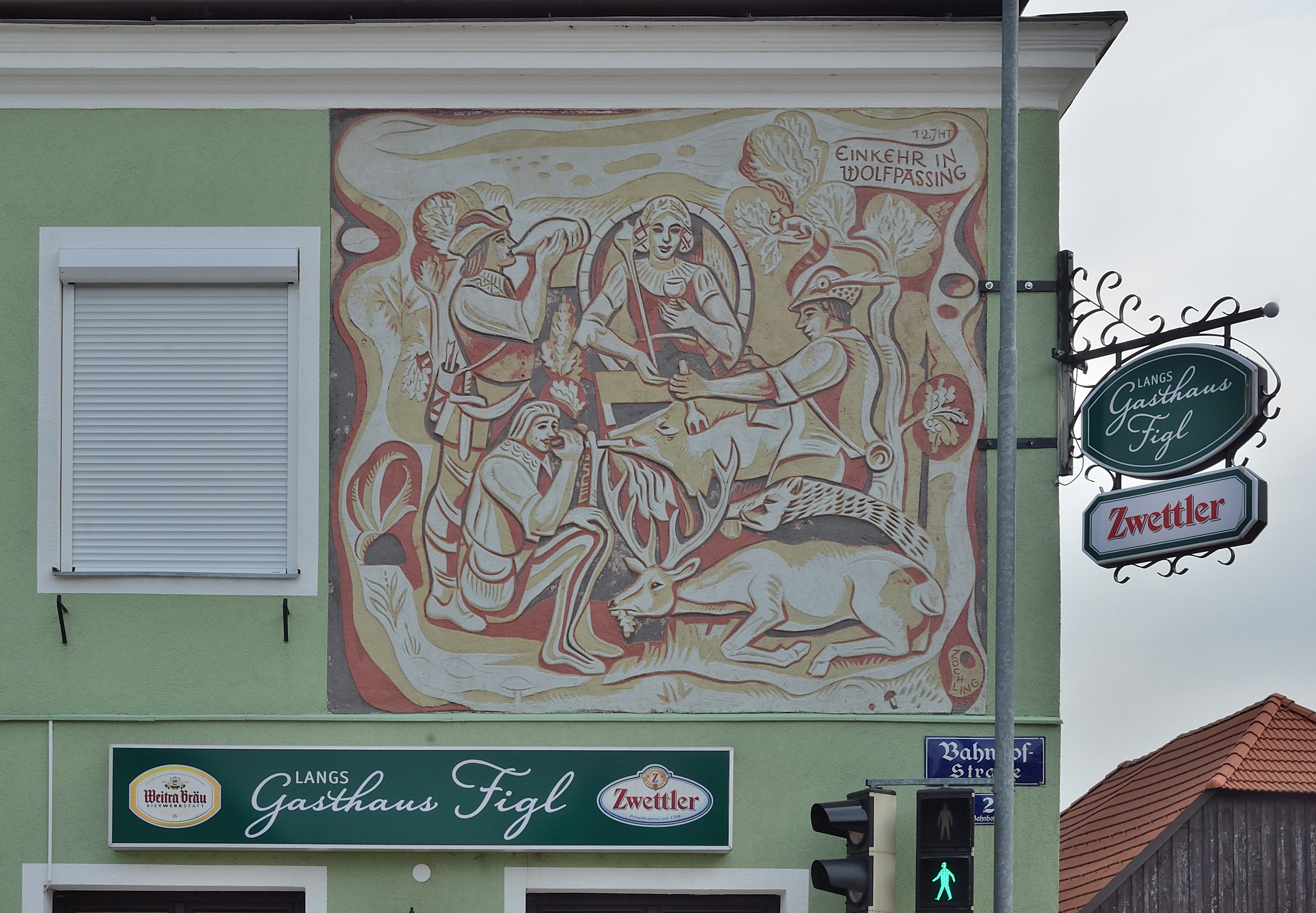
Einkehr in Wolfpassing (1959)

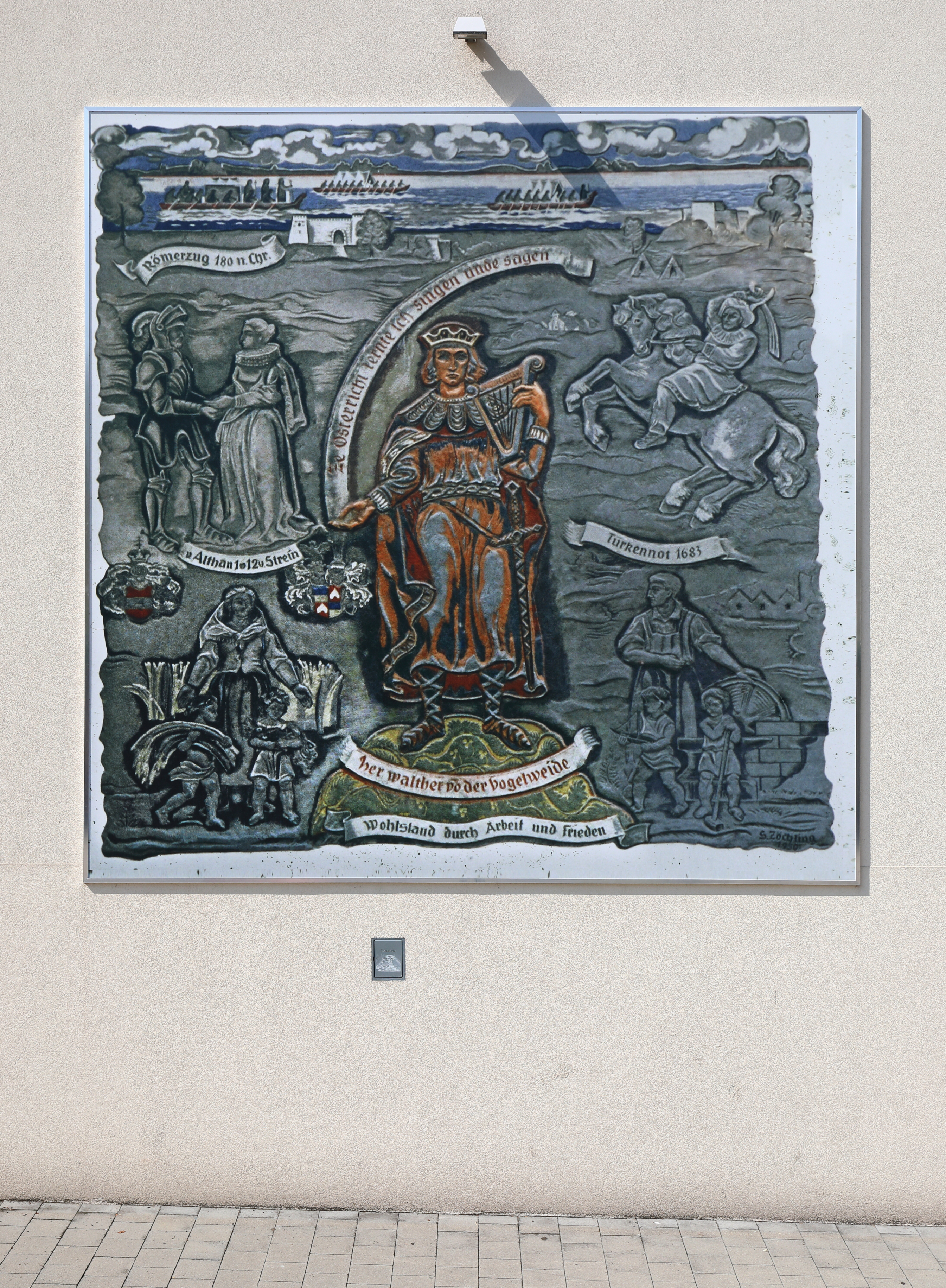
Kopie (Planendruck) des Kunstwerks in Zwentendorf. Signiert mit S.Zöchling 1950

- 1948 Sgraffito mit der Gründungssage von Frankenfels auf einem Gemeindebau
- 1950 Altarbild der Pfarrkirche Els
- 1950 Putzrelief auf der südlichen Außenmauer des Turnsaales der Hauptschule Zwentendorf an der Donau, durch Abriss verkommen. Kopie (Planendruck) auf der östlichen Außenmauer der Volksschule in Zwentendorf an der Donau
- 1951 Buntes Ritzputzbild mit Szenen aus der Geschichte des Ortes am 1951 erbauten Gemeindehaus in Neuhofen an der Ybbs[6]
- 1951 Putzrelief-Szenen aus der Buchdruckerkunst am Niederösterreichischen Pressehaus in der Linzer-Straße in St. Pölten[6]
- 1952 Wandmalerei und Wandritzung Christus in der Mandorla flankiert von Johannes dem Täufer, Maria, Peter und Paul an der Pfarrkirche Gerersdorf in Niederösterreich[6]
- 1952 Putzrelief mit der Gründungslegende des Marktes und Personifikationen der Landwirtschaft, Handel, Gewerbe und Industrie an der 1950/1952 erweiterten Volksschule in St. Pölten-Pottenbrunn[6]
- 1952 Farbiger Putzschnitt Herz Mariä am Hauptportal der Pfarrkirche Herz Mariä in Leopoldsdorf/Niederösterreich südlich von Wien[6]
- 1953 Ritzputzdarstellungen Verkündigung und Leonhard und Josef an der Pfarrkirche Peter und Paul in Ulmerfeld in Amstetten[6]
- 1954 Sgraffito Heilige Familie in Giebelfeld der Pfarrkirche Amstetten-Herz Jesu[6]
- 1955 Sgraffito Schutzmantelmadonna an der Kapelle Mariä Himmelfahrt in Gscheid in der Gemeinde St. Aegyd am Neuwalde[6]
- 1955 Putzrelief Schutzmantelmadonna in der Josefstraße 20 in St. Pölten[6]
- 1955 Sgraffito links Mann mit Pflug rechts Frau mit Kind Ernte einbringend am Gebäude der Bezirksbauernkammer in Heiligeneich in Atzenbrugg[6]
- 1957 Sgraffito Christophorus im Giebelfeld der Vorhalle der Pfarrkirche Baden-St. Christoph[6]
- 1957 Putzritzdarstellung Treffen von König Etzel mit Krimhild in Tulln am EVN-Umspannwerk (2017 abgerissen) in der Staasdorfer-Straße 65–67 in Tulln an der Donau[6]
- 1957 Deckenmalerei Mariä Himmelfahrt, König David und Cäcilia im Langhaus der Pfarrkirche Hofstetten-Grünau[6]
- 1959 Wandmalerei mit Putzritzung Madonna an der Kriegergedächtniskapelle in Haunoldstein[6]
- 1958 Wandmalereien in den Gewölben und in den seichten Rundbogennischen der Apsis und der Seitenaltäre in der Pfarrkirche St. Pölten-St. Josef[6]
- 1958 Großes dreiteiliges Sgraffito zur Geschichte des Bauplatzes am ostseitig gelegenen Kraftwerkstrakt vom EVN-Umspannwerk in der Jahnstraße 29 in St. Pölten[6]
- 1961 Sgraffito am Mahnmal in der Parkanlage vor Schloss Pottenbrunn im St. Pöltner Stadtteil Pottenbrunn.[7]
- 1961 Wandmalerei Christi Himmelfahrt am Triumphbogen der Pfarrkirche Mariä Empfängnis in Ramsau in Niederösterreich[6]
- 1966 Figurales Wandgemälde im Foyer der Niederösterreichischen Gebietskrankenkasse Karl-Renner-Promenade 14–16 in St. Pölten[6]
- Sgraffito am Schloss Petzenkirchen[6]